# Bruce French
Bruce French, né le 4 juillet 1945 à Reinbeck (Iowa, États-Unis) et mort le 7 février 2025 à Los Angeles (Californie, États-Unis), est un acteur américain.

## Biographie
Bruce French fréquente l'université de l'Iowa et se spécialise en discours et en théâtre.
Bruce French est marié à l'actrice et chanteuse Eileen Barnett.

## Filmographie
- Beautiful Boy (2010) - dans le rôle de Harry.